# 파멜린 페르딘

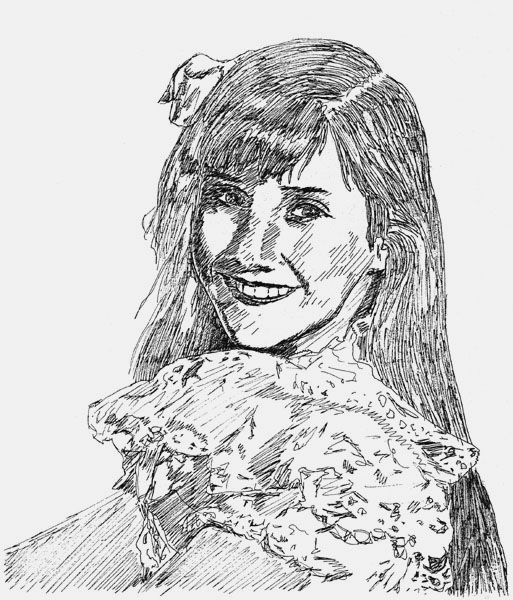

패멀린 퍼딘(Pamelyn Wanda Ferdin, 1959년 2월 4일 ~ )은 미국의 배우, 성우이다.
로스앤젤레스에서 태어났다.

## 출연 작품
- 네 엄마가 동물들을 죽였다 (2007, Your Mommy Kills Animals) - 다큐멘터리
- 툴박스 머더 (1978년)
- 샬롯의 거미줄 (1973년)
- 악마의 왈츠 (1971년) - 애비 클락슨 역
- 매혹당한 사람들 (1971년)
- 스모크 (1970년)
- 스누피 - 찰리 브라운이라 불리는 소년 (1969년)
- 오리지널 패밀리 밴드 (1968년)
- 캐넌 목장 (1967년)
- 털보 가족 (1966년)
- 브레인스톰 (1965년)
- 네버 투 레잇 (1965년)
- 루이자의 선택 (1964년)

### 텔레비전
- 디즈니랜드 (1954년) - 수지 역
- 닥터 웰비 (1969년)
- 달려라 래시 (1954년)